# Mormon

Das Buch Mormon

Mormon ist ein zentraler Prophet aus dem nach ihm benannten Buch Mormon. Er soll nach dem Glauben der Mormonen im 4. Jahrhundert nach Christus in Amerika gelebt haben, was allerdings bis heute historisch nicht nachgewiesen werden konnte.

## Leben
Dem Buch Mormon zufolge sei Mormon in der nephitischen Stadt Zarahemla geboren worden. Er habe in einer Zeit ausgedehnter, hasserfüllter, kriegerischer Auseinandersetzungen zwischen seinem Volk, den Nephiten, deren Heerführer er war, und den Lamaniten gelebt. Wie sein Sohn Moroni im Buch Mormon berichtet, sei er im Zusammenhang mit einer gewaltigen Endschlacht nahe einem Hügel namens Cumorah, die zahlreiche Leben kostete und die Nephiten praktisch ausrottete, getötet worden. Ob er in der Schlacht selbst fiel oder in der darauf folgenden Verfolgung der überlebenden Nephiten getötet wurde, geht aus dem Text nicht klar hervor.
Schon als Kind habe Mormon vom Propheten Ammaron den Auftrag erhalten, im Alter von 24 Jahren den Ort aufzusuchen, wo die Chroniken der Nephiten verborgen gewesen seien sollten und dort den Bericht Nephis mit seinen eigenen Beobachtungen über das Volk zu ergänzen. Später habe Mormon aus den Berichten seines Volkes eine Zusammenfassung erstellt, die er seinem Sohn Moroni übergeben habe.

## Bedeutung des Namens
Der mormonische Gelehrte und Apologet Hugh Nibley bemerkte die Häufigkeit von Namen mit der Silbe mor im Buch Mormon und vermutete 1993, dass dies ägyptischen Ursprungs sei und geliebt bedeute. Dem steht die Erklärung Joseph Smiths entgegen, der 1843 erklärte, dass das Wort eine Kontraktion des englischen Wortes more und der Silbe mon sei. Mon heiße in der Sprache der Goldenen Platten, die Smith als „reformiertes Ägyptisch“ bezeichnete, gut. Also heiße der Name wörtlich mehr gutes.